# Choloy-Ménillot
Choloy-Ménillot és un municipi francès situat al departament de Meurthe i Mosel·la i a la regió del Gran Est. L'any 2007 tenia 727 habitants.

## Demografia

### Població
El 2007 la població de fet de Choloy-Ménillot era de 727 persones. Hi havia 270 famílies, de les quals 48 eren unipersonals (20 homes vivint sols i 28 dones vivint soles), 85 parelles sense fills, 121 parelles amb fills i 16 famílies monoparentals amb fills.
La població ha evolucionat segons el següent gràfic:
Habitants censats

### Habitatges
El 2007 hi havia 294 habitatges, 265 eren l'habitatge principal de la família, 16 eren segones residències i 13 estaven desocupats. 285 eren cases i 7 eren apartaments. Dels 265 habitatges principals, 237 estaven ocupats pels seus propietaris, 27 estaven llogats i ocupats pels llogaters i 1 estava cedit a títol gratuït; 2 tenien una cambra, 12 en tenien dues, 41 en tenien tres, 79 en tenien quatre i 130 en tenien cinc o més. 202 habitatges disposaven pel capbaix d'una plaça de pàrquing. A 103 habitatges hi havia un automòbil i a 127 n'hi havia dos o més.

### Piràmide de població
La piràmide de població per edats i sexe el 2009 era:
| Homes | Edats   | Dones |
| ----- | ------- | ----- |
| 0     | 95 o +  | 0     |
| 8     | 90 a 94 | 4     |
| 0     | 85 a 89 | 0     |
| 4     | 80 a 84 | 8     |
| 12    | 75 a 79 | 16    |
| 4     | 70 a 74 | 24    |
| 8     | 65 a 69 | 32    |
| 16    | 60 a 64 | 12    |
| 12    | 55 a 59 | 16    |
| 28    | 50 a 54 | 8     |
| 32    | 45 a 49 | 24    |
| 36    | 40 a 44 | 40    |
| 24    | 35 a 39 | 32    |
| 20    | 30 a 34 | 24    |
| 4     | 25 a 29 | 8     |
| 36    | 20 a 24 | 12    |
| 48    | 15 a 19 | 12    |
| 8     | 10 a 14 | 40    |
| 48    | 5 a 9   | 28    |
| 20    | 0 a 4   | 8     |

## Economia
El 2007 la població en edat de treballar era de 460 persones, 333 eren actives i 127 eren inactives. De les 333 persones actives 309 estaven ocupades (178 homes i 131 dones) i 23 estaven aturades (8 homes i 15 dones). De les 127 persones inactives 39 estaven jubilades, 52 estaven estudiant i 36 estaven classificades com a «altres inactius».

### Ingressos
El 2009 a Choloy-Ménillot hi havia 274 unitats fiscals que integraven 720 persones, la mediana anual d'ingressos fiscals per persona era de 18.772 €.

### Activitats econòmiques
Dels 15 establiments que hi havia el 2007, 1 era d'una empresa extractiva, 1 d'una empresa de fabricació d'altres productes industrials, 3 d'empreses de construcció, 2 d'empreses de comerç i reparació d'automòbils, 1 d'una empresa de transport, 2 d'empreses d'hostatgeria i restauració, 1 d'una empresa immobiliària, 1 d'una empresa de serveis, 1 d'una entitat de l'administració pública i 2 d'empreses classificades com a «altres activitats de serveis».
Dels 7 establiments de servei als particulars que hi havia el 2009, 1 era un taller de reparació d'automòbils i de material agrícola, 1 fusteria, 1 lampisteria, 2 perruqueries i 2 restaurants.
L'any 2000 a Choloy-Ménillot hi havia 7 explotacions agrícoles.

## Equipaments sanitaris i escolars
El 2009 hi havia una escola elemental.

## Poblacions més properes
El següent diagrama mostra les poblacions més properes.